# Rockbitch
Rockbitch war eine britische, hauptsächlich aus Frauen bestehende Rockband. Sie war bekannt für das Vollziehen von Sexualakten untereinander und mit Konzertbesuchern sowie heidnischen Ritualen während der Bühnenshow. Alle weiblichen Mitglieder der Band sind bisexuell oder lesbisch.

## Bandgeschichte
Rockbitch wurde ursprünglich von der Bassistin Amanda „The Bitch“ Smith-Skinner, der Gründerin einer matriarchalen, polyamoren, heidnischen, feministischen Kommune, als Red Abyss gegründet. Ursprünglich sollte der letzte Auftritt der Band auf einem Biker-Festival stattfinden. Kurzfristig entschied die Band, einige heidnische Sexrituale ihrer Kommune in den Auftritt zu integrieren. Dieser neue Ansatz hinsichtlich der Performance brachte eine neue Ära der Band mit sich.
1997 erschien ein Live-Album, 1999 ihr einziges Studioalbum. Bis 2000 wurde die Besetzung eine rein weibliche: Amanda “The Bitch” Smith-Skinner am Fretless Bass, Julie Worland am Gesang, Lisa „Babe“ Wills als Leadgitarristin, Luci „Stage Slut“ als Rhythmusgitarristin, Nikki Fay am Keyboard und Jo Heeley am Schlagzeug sowie mehrere “Sex-Magick-Priesterinnen”, die auf der Bühne tanzten und einige der sexualmagischen Rituale unterstützten. Der frühere Leadgitarrist, Tony „The Beast“, blieb als Manager und Produzent.
Ein zweites Studioalbum mit dem Titel Psychic Attack wurde nie offiziell veröffentlicht, aber mehrmals als Bootleg herausgebracht und ist auf diversen Torrent-Seiten zu finden.
Die Band stieß auf zunehmenden Widerstand: Auftritte wurden untersagt und Alben in mehreren Ländern zensiert. Nach einem auf Video aufgezeichneten Konzert in Almelo sorgte die Ankündigung des dortigen Bürgermeisters, zukünftige Konzerte der Band zu verbieten, für einen weiteren Popularitätsschub.
Rockbitch löste sich 2002 auf, trat aber im August 2004 erneut live auf. Die Besetzung war später „in einer bekleideten, weniger theatralischen Inkarnation“ unter dem Namen MT-TV aktiv. Amanda Smith-Skinner und Jo Heeley gründeten mit Singer-Songwriter Erin Bennett die ebenfalls rein weibliche Band Syren; diese löste sich auf, nachdem Schlagzeugerin Joanne Heeley 2012 an Brustkrebs starb. Die übrigen Ex-Rockbitch-Mitglieder leben immer noch als Kommune zusammen.

## Musikstil
Rockbitch spielte „theatralischen, schweren Rock“ mit opernhaftem Gesang Worlands, Smith-Skinners „flüssigen, oft funkigen Bassläufen“ und Wills’s „verbrennender Gitarre“.
Die Musik war zunächst von Jazz, Funk und Rock beeinflusst sowie dem durch Janis Joplin inspirierten Gesang von Sängerin Julie. Mit der Zeit wurde die Musik härter, maßgeblich beeinflusst von Punk und Metal.

## Konzept und Auftritte

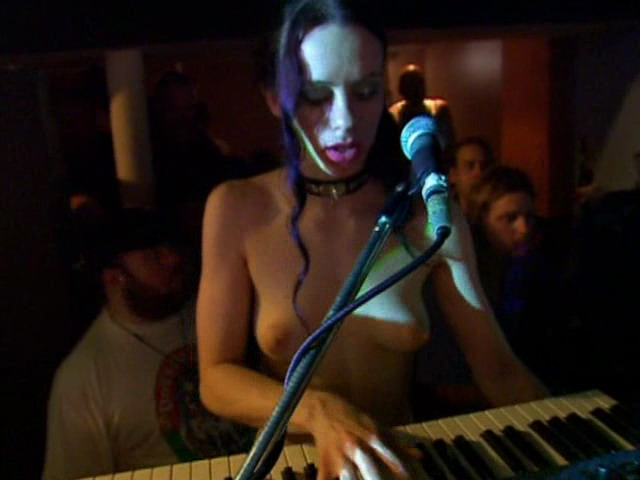
Nikki Fay

Als Red Abyss habe die Band, so Lisa „Babe“ Wills in der offiziellen Biographie, ihren Lebensstil hinter einer Fassade verborgen und ihr natürliches Verhalten zensiert. Das sexuell aggressivere Verhalten von Rockbitch war auch eine Reaktion auf den Sexismus im Musikgeschäft, in dem Männern ein sexualisiertes Auftreten erlaubt war, sie als Frauen hingegen dafür angefeindet wurden.
Auf Konzerten wurde ein „goldenes Kondom“ ins Publikum geworfen – der Fänger, ob männlich oder weiblich, wurde zum Backstage-Sex mit den Musikerinnen eingeladen; laut Wills kniffen nur Männer, wie Babe betonte. Die Sängerin penetrierte die Gitarristin auf der Bühne mit einem Umschnalldildo. Das Auftreten sollte nicht primär schockieren, sondern weibliche Sexualität von ihrem Stigma befreien.
Neben Sexualität war auch das Heidentum wichtig für die Musik und Philosophie von Rockbitch. Babe betonte in diesem Zusammenhang, dass die Band weder Wicca noch Satanismus vertrete. Offenbar wurde Sex, speziell Cunnilingus und vaginale Penetration, als heilig angesehen, und diese Zelebrierung von Sexualität auf Verehrung der Natur im Allgemeinen ausgedehnt.

## Diskografie

### Studioalben
- 1992: Luci’s Love Child (als Red Abyss)
- 1999: Motor Driven Bimbo
- 2002: Psychic Attack (unveröffentlicht, nur als Bootleg erhältlich[2])

### Weitere Veröffentlichungen
- 1997: Live in Amsterdam (Livealbum)
- 1997: Bitchcraft (Konzert-/Dokumentationsvideo)
- 1998: The Bitch’O’Clock news (Konzert-/Dokumentationsvideo)
- 2002: Sex, Death & Magick (Konzert-/Dokumentationsvideo)
- 2003: This Is Rockbitch (Dokumentationsvideo)